# コール・ミー (アレサ・フランクリンの曲)
「コール・ミー」（Call Me）は、アメリカ合衆国の歌手アレサ・フランクリンが1970年に発表した楽曲。作詞・作曲もフランクリン自身による。1970年1月15日発売のアルバム『ジス・ガールズ・イン・ラヴ・ウィズ・ユー』に収録され、1月21日にシングル・カットされた。

## 解説
本作の歌詞は、フランクリンがニューヨークのパーク・アベニューで、通りを挟んで愛を語り合っていた若いカップルを見たことにインスパイアされた。フランクリンは当時、夫のテッド・ホワイトと別れたばかりで、レコーディングに参加したギタリストのジミー・ジョンソンは「エモーショナルなレコーディング・セッションだった」「彼女は"Call Me"を歌っている途中で泣いていたんじゃないかと思うよ、何しろ私達も彼女に泣かされたからね」と振り返っている。
アメリカの総合シングル・チャートBillboard Hot 100では13位に達し、『ビルボード』のR&Bシングル・チャートでは1位を獲得した。

## カヴァー
- ダイアナ・ロス - アルバム『エヴリシング・イズ・エヴリシング』（1970年）に、「I Love You (Call Me)」というタイトルで収録[5]。ロスのヴァージョンは、第14回グラミー賞（英語版）において最優秀女性R&Bボーカル・パフォーマンス賞にノミネートされたが[6]、最終的にはアレサ・フランクリンの「明日に架ける橋」が同賞を受賞した[4]。
- フィル・ペリー - アルバム『ザ・ハート・オブ・ザ・マン』（1991年）に収録[7]。シングルとしてもリリースされ、『ビルボード』のR&B/ヒップホップ・シングル・チャートで1位を獲得した[8]。